# أوسكار لارا سالازار
أوسكار لارا سالازار (بالإسبانية: Óscar Lara Salazar)‏ هو سياسي مكسيكي، ولد في 2 يونيو 1962 في المكسيك. حزبياً، نشط في الحزب الثوري المؤسساتي. وقد انتخب عضو مجلس النواب المكسيك.